# Adelodiscus philippinensis
Adelodiscus philippinensis — вид грибів. Єдиний вид роду Adelodiscus, назва якого вперше опублікована 1931 року..

## Поширення та середовище існування
Знайдений на живих листках Gaultheria cunningiana на Філіппінах.